# Андріївка (зупинний пункт, Донецька залізниця)
Андріївка — пасажирська зупинна платформа Лиманської дирекції Донецької залізниці.
Розташована на південній околиці Слов'янська в смт Андріївка, Краматорський район, Донецької області. Платформа розташована на лінії Слов'янськ — Горлівка між станціями Шпичкине (7 км) та Слов'янськ (3 км).
На платформі зупиняються приміські поїзди.